# Грб Белгородске области
Грб Белгородске области је званични симбол једног од субјеката Руске федерације са статусом области — Белгородске области. Грб је званично усвојен 15. фебруара 1996. године.

## Опис грба
На азурно-плавом штиту налази се лежећи златни лав на зеленој подлоги испод његовог лика. Златни лав је са сребрним очима, зубима, канџима и чрвеним језиком. Изнад лава налази се црни орао раширених крила са сребрним очима и жутим кљуном, језиком и канџама.
Грб је базиран на историјском грбу Белгородске губерније из 1730. године.

## Галерија
- Барјак Белгорадске губерније из 1712. године
- Грб Белгородске губерније из 1730. године
- Амблем Белгорадске губерније из XVIII вијека
- Модерни амблем царинске службе из Белгород. области